# Gymnema reticulata
Gymnema reticulata är en oleanderväxtart som först beskrevs av Alexander Moon, och fick sitt nu gällande namn av Alst.. Gymnema reticulata ingår i släktet Gymnema och familjen oleanderväxter. Inga underarter finns listade i Catalogue of Life.